# Arthur G. Robertson
Arthur G. Robertson (1879 - ?) va ser un waterpolista britànic que va competir a finals del segle xix. Membre de l'Osborne Swimming Club, als Jocs de París de 1900 guanyà la medalla d'or en la competició de waterpolo.